# 博諾姆縣 (南達科他州)
博諾姆縣（英語：Bon Homme County）是美國南達科他州東南部的一個縣，南隔密蘇里河與內布拉斯加州相望。面積1,506平方公里。根据美國2000年人口普查，共有人口7,260人。縣治廷德爾（Tyndall）。
成立於1862年4月5日。縣名來自密蘇里河上的一個島 （島名是法語，直譯為「好人」，即「好人雅克」，與美國人的山姆大叔同義）。